# Professional'nyj Futbol'nyj Klub Soči 2019-2020
Questa voce raccoglie le informazioni riguardanti il Professional'nyj Futbol'nyj Klub Soči nelle competizioni ufficiali della stagione 2019-2020.

## Stagione
Alla prima stagione in Prem'er-Liga la squadra finì dodicesima, evitando la retrocessione per soli due punti.

## Maglie
| Manica sinistra · Maglietta · Maglietta · Manica destra · Pantaloncini · Pantaloncini · Calzettoni | Manica sinistra · Maglietta · Maglietta · Manica destra · Pantaloncini · Pantaloncini · Calzettoni |

## Rosa
| N. |                       | Ruolo | Calciatore         |
| -- | --------------------- | ----- | ------------------ |
| 5  | Russia (bandiera)     | C     | Aleksey Pomerko    |
| 8  | Russia (bandiera)     | C     | Nikita Koldunov    |
| 9  | Russia (bandiera)     | A     | Anton Zabolotnyi   |
| 12 | Russia (bandiera)     | P     | Nikolay Zabolotnyi |
| 15 | Russia (bandiera)     | C     | Ibragim Tsallagov  |
| 16 | Ecuador (bandiera)    | C     | Christian Noboa    |
| 17 | Russia (bandiera)     | A     | Andrey Mostovoy    |
| 18 | Russia (bandiera)     | A     | Nikita Burmistrov  |
| 21 | Kazakistan (bandiera) | A     | Akmal Bakhtiyarov  |
| 24 | Russia (bandiera)     | D     | Elmir Nabiullin    |
| 25 | Russia (bandiera)     | D     | Ivan Novoseltsev   |
| 26 | Russia (bandiera)     | D     | Nikita Kalugin     |
| 27 | Russia (bandiera)     | D     | Kirill Zaika       |
| 32 | Slovenia (bandiera)   | D     | Miha Mevlja        |
| 34 | Russia (bandiera)     | D     | Timofey Margasov   |
| 35 | Russia (bandiera)     | P     | Soslan Dzhanaev    |

| N. |                         | Ruolo | Calciatore           |
| -- | ----------------------- | ----- | -------------------- |
| 45 | Serbia (bandiera)       | D     | Ivan Miladinovic     |
| 77 | Russia (bandiera)       | A     | Dmitri Poloz         |
| 87 | Armenia (bandiera)      | A     | Aleksandr Karapetyan |
| 90 | Russia (bandiera)       | D     | Pavel Shakuro        |
| 91 | Russia (bandiera)       | A     | Aleksandr Kokorin    |
| 94 | Montenegro (bandiera)   | D     | Dusan Lagator        |
| 95 | RD del Congo (bandiera) | C     | Giannelli Imbula     |
| -  | Russia (bandiera)       | P     | Evgeniy Frolov       |
| -  | Russia (bandiera)       | D     | Igor Yurganov        |
| -  | Russia (bandiera)       | D     | Fedor Kudryashov     |
| -  | Russia (bandiera)       | D     | Valeriy Pochivalin   |
| -  | Russia (bandiera)       | D     | Vadim Milyutin       |
| -  | Russia (bandiera)       | C     | Yan Kazaev           |
| -  | Russia (bandiera)       | C     | Evgeniy Pesegov      |
| -  | Russia (bandiera)       | A     | Vladimir Obukhov     |
| -  | Russia (bandiera)       | A     | Andrey Bokovoy       |

## Risultati

### Prem'er-Liga
| Arbitro: | Vladimir Moskalev |

|                     |           |  |
| Samuel Gigot 90'+3’ | Marcatori |  |

| Arbitro: | Aleksey Matyunin |

|  |           |                                             |
|  | Marcatori | 30’ (rig.) Sardar Azmoun 88’ Magomed Ozdoev |

| Arbitro: | Sergey Lapochkin |

|                                                          |           |  |
| Ivan Ignatjev 14’ Ivan Ignatjev 42’ Shapi Suleymanov 80’ | Marcatori |  |

| Soči 4 agosto 2019, ore 20:30 4ª giornata | Soči           | 0 – 0 referto | Ufa | Stadio Olimpico Fišt (11.100 spett.)\| Arbitro: \| Aleksey Sukhoy \| |
| Arbitro:                                  | Aleksey Sukhoy |               |     |                                                                      |

| Mosca 11 agosto 2019, ore 18:00 5ª giornata | CSKA Mosca     | 0 – 0 referto | Soči | VEB Arena (17.995 spett.)\| Arbitro: \| Vitali Meshkov \| |
| Arbitro:                                    | Vitali Meshkov |               |      |                                                           |

| Arbitro: | Mikhail Vilkov |

|                           |           |                         |
| Nikita Kalugin 46’ (aut.) | Marcatori | 68’ (rig.) Dmitri Poloz |

| Arbitro: | Sergey Karasev |

|                                                                   |           |                      |
| Eric Bicfalvi 16’ (rig.) Andrey Panyukov 73’ Nikolay Dimitrov 84’ | Marcatori | 43’ Anton Zabolotnyi |

| Arbitro: | Nikolay Voloshin |

|  |           |                                                                        |
|  | Marcatori | 22’ Ibragim Tsallagov 52’ Fedor Kudryashov 90'+4’ Aleksandr Karapetyan |

| Arbitro: | Igor Panin |

|  |           |                         |
|  | Marcatori | 20’ Grzegorz Krychowiak |

| Arbitro: | Sergey Lapochkin |

|                 |           |                                                                  |
| Sly 50’ Sly 63’ | Marcatori | 31’ Anton Zabolotnyi 65’ Miha Mevlja 90'+1’ Aleksandr Karapetyan |

| Arbitro: | Aleksey Eskov |

|                                         |           |  |
| Andrey Mostovoy 12’ Christian Noboa 73’ | Marcatori |  |

| Arbitro: | Aleksey Matyunin |

|  |           |                                            |
|  | Marcatori | 4’ Aleksandr Sobolev 69’ Aleksandr Sobolev |

| Arbitro: | Vitali Meshkov |

|                                  |           |                    |
| Aleksandr Lomovitskiy 43’ (rig.) | Marcatori | 6’ Andrey Mostovoy |

| Arbitro: | Evgeni Turbin |

|                                       |           |  |
| Roman Eremenko 41’ Roman Eremenko 79’ | Marcatori |  |

| Arbitro: | Nikolay Voloshin |

|                     |           |                                           |
| Christian Noboa 44’ | Marcatori | 41’ Mikhail Kostyukov 56’ Georgi Melkadze |

| Arbitro: | Stanislav Vasiljev |

|                                               |           |                                                           |
| Andrey Mostovoy 7’ Dmitri Poloz 45'+2’ (rig.) | Marcatori | 16’ (aut.) Miha Mevlja 52’ Ivan Oblyakov 55’ Fedor Chalov |

| Arbitro: | Aleksey Matyunin |

|                      |           |                  |
| Andrés Vombergar 85’ | Marcatori | 25’ Dmitri Poloz |

| Arbitro: | Evgeni Turbin |

| |           |                  |
| Timur Ayupov 24’ (aut.) Aleksandr Kokorin 35’ (rig.) Aleksandr Kokorin 62’ Andrey Mostovoy 73’ Christian Noboa 78’ | Marcatori | 84’ Joel Fameyeh |

| Arbitro: | Sergey Lapochkin |

|                   |           |                    |
| Dusan Lagator 39’ | Marcatori | 49’ Evgeniy Markov |

| Arbitro: | Vladislav Bezborodov |

|                       |           |                                             |
| Aleksandr Kokorin 64’ | Marcatori | 5’ Evgeniy Lutsenko 90'+5’ Evgeniy Lutsenko |

| Arbitro: | Mikhail Vilkov |

|                                      |           |  |
| Andrey Mostovoy 35’ Kirill Zaika 64’ | Marcatori |  |

| Arbitro: | Sergej Ivanov |

|                                            |           |  |
| Christian Noboa 47’ Andrey Mostovoy 90'+3’ | Marcatori |  |

| Arbitro: | Aleksey Sukhoy |

| |           |                  |
| Vladimir Abramov 6’ (aut.) Aleksandr Kokorin 15’ Aleksandr Kokorin 44’ Anton Zabolotnyi 45'+2’ Anton Zabolotnyi 47’ Aleksandr Kokorin 51’ Ivan Novoseltsev 53’ Dmitri Poloz 74’ Dmitri Poloz 86’ Nikita Koldunov 87’ | Marcatori | 1’ Roman Romanov |

| Arbitro: | Sergey Karasev |

|                     |           |                          |
| Denis Glushakov 33’ | Marcatori | 45'+1’ Nikita Burmistrov |

| Arbitro: | Igor Panin |

|                                 |           |                                |
| Aleksandr Kokorin 90'+2’ (rig.) | Marcatori | 57’ (rig.) Nikolay Komlichenko |

| Mosca 4 luglio 2020, ore 19:30 26ª giornata | Lokomotiv Mosca  | 0 – 0 referto | Soči | RŽD Arena (1.707 spett.)\| Arbitro: \| Aleksey Matyunin \| |
| Arbitro:                                    | Aleksey Matyunin |               |      |                                                            |

| Arbitro: | Evgeni Turbin |

|                              |           |                     |
| Malcom 33’ Sardar Azmoun 76’ | Marcatori | 5’ Anton Zabolotnyi |

| Arbitro: | Sergej Ivanov |

|                         |           |  |
| Pavel Maslov 24’ (aut.) | Marcatori |  |

| Tambov 16 luglio 2020, ore 19:30 29ª giornata | Tambov | 3 – 0 referto | Soči | Stadio Spartak\| Arbitro: \| [[]] \| |
| Arbitro:                                      | [[]]   |               |      |                                      |

| Samara 22 luglio 2020, ore 18:00 30ª giornata | Kryl'ja Sovetov Samara | 3 – 0 referto | Soči | Stadio Metallurg\| Arbitro: \| [[]] \| |
| Arbitro:                                      | [[]]                   |               |      |                                        |

### Kubok Rossii
| Arbitro: | Pavel Shadykhanov |

|  |                      |  |
|  | Tiri di rigore 5 – 4 |  |